# Panhard & Levassor Type X32
Der Panhard & Levassor Type X32 ist ein Pkw-Modell der 1920er Jahre. Hersteller war Panhard & Levassor in Frankreich.

## Beschreibung
Die Fahrzeuge haben einen ventillosen Schiebermotor nach einer Lizenz von Charles Yale Knight. Im Motorcode „K4C2“ steht das „K“ für Knight und die „4“ für die Anzahl der Zylinder.
Der Vierzylinder-Reihenmotor hat 60 mm Bohrung, 105 mm Hub und 1188 cm³ Hubraum. Er wurde im ersten Jahr auch 7 CV genannt und danach 10 CV. Die Leistung des Frontmotors wird über eine Kardanwelle an die Hinterachse übertragen.
Der Radstand beträgt 272 cm.
Bekannt ist ein Aufbau als Tourenwagen.
Es waren Prototypen. Die nationale Zulassungsbehörde erteilte am 10. Dezember 1920 ihre Erlaubnis. Die Produktion lief von Dezember 1920 bis 1921. In den einzelnen Kalenderjahren wurden zwei und vier Pkw hergestellt. Zusammen sind das sechs Fahrzeuge, von denen keines exportiert wurden. Sie standen nicht im offiziellen Verkaufskatalog.
Außerdem gab es 1921 ein einzelnes kleines Nutzfahrzeug auf dieser Basis.
Vorausgegangen war 1917 der Prototyp Type X30. Nachfolger wurde der Type X37.